# Sven Björck Svensson
Sven Björck Svensson, född den 17 oktober 1777 i Stockholm, död där den 28 februari 1815, var en svensk skald och grosshandlare.
Björck Svensson utbildade sig till vältalare under Magnus Lehnbergs omedelbara ledning. År 1802 vann han Svenska akademiens mindre pris i vältalighet. Sedermera ägnade han sig åt diktkonsten med en sådan flit och ihärdighet, att "han fyllde flera af den tidens dagblad med verser". En del av dessa finns intagna i den av honom utgivna Polymnia eller samling af skaldestycken af åtskilliga författare (1807).